# 202e division côtière
Pour les articles homonymes, voir 202e division.
La 202e division côtière (202ª Divisione Costiera) était une division d'infanterie de l'armée italienne pendant la Seconde Guerre mondiale. La division était basée en Sicile durant l'Opération Husky. Les troupes de la 202e division côtière formaient une grande partie de la 230e division côtière.
Les divisions côtières étaient des divisions de deuxième ligne, généralement formées d'hommes dans la quarantaine et la cinquantaine destinés à effectuer des tâches ouvrières. Les hommes recrutés localement étaient souvent commandés par des officiers appelés à la retraite. Leurs équipements étaient également de basse qualité.

## Ordre de bataille
- 120e régiment d'infanterie côtier
- 137e régiment d'infanterie côtier
- 143e régiment d'infanterie côtier
- 43e groupe de bataillons côtier